# Radio Sutatenza
Radio Sutatenza fue una emisora de radio colombiana que emitió programas educativos y culturales entre 1947 y 1989. Hizo parte del sistema educativo de Acción Cultural Popular (ACPO), que es era entidad y que estaba asociada a la Iglesia católica colombiana en el que se fomentó el uso de los medios de comunicación en procesos educativos, el acceso a la cultura escrita y el incentivo de procesos de desarrollo social rural. Durante más de 40 años, tuvo una programación dedicada a la educación, la cultura, la espiritualidad, la familia, la salud y el cuidado de la tierra, y su trabajo era complementario con los demás medios de acción de ACPO, que se ocupaba de editar unas cartillas, una colección de libros, el semanario "El Campesino" y una serie de discos.
Desde sus inicios, la emisora estuvo vinculada directamente con el modelo de las Escuelas Radiofónicas (EE.RR.), promovido por ACPO, que es un sistema de distribución y se réplica de los contenidos circulados que ACPO implementó para que, a través de un auxiliar inmediato, las casas rurales pudieron acceder a un aparato radial, reunir a sus familias e invitar a participar a sus comunidades y escuchar los programas radiales de la denominada Educación Fundamental Integral (EFI). Su currículo básico estuvo compuesto por programas sobre el conocimiento del alfabeto, el cálculo matemático básico, el fortalecimiento de la salud, el aprendizaje de técnicas de producción agropecuaria y el "desarrollo de valores, prácticas y comportamientos cívicos y religiosos aplicables en la organización familiar y comunitaria".
Desde mediados de la década de 1950 fue reconocida por la Unesco como una estrategia para reducir el analfabetismo entre los campesinos de Colombia. A partir de la década de 1960, la emisora fue un referente para la radio en los países de América Latina e incluso en África y en Asia. Su estabilidad se dio gracias a la colaboración constante que estableció ACPO con los sucesivos gobiernos colombianos, entre el de Mariano Ospina Pérez (1946-1950) y el de Misael Pastrana (1970-1974) y a la combinación del medio radial con el sistema de medios del ACPO. A lo largo de sus casi cuarenta años de existencia, a través de su emisora y su red de medios, ACPO logró establecer un sistema de educación a distancia, y no formal, en más de novecientos municipios de Colombia.

## Historia
Entre el 23 de agosto y el 28 de septiembre de 1947, junto con un grupo de campesinos, el sacerdote católico José Joaquín Salcedo se realizó los primeros experimentos de transmisiones de las Escuelas Radiofónicas en el Valle de Tenza, con los programas sobre catecismo, lectura, escritura y matemáticas. José Joaquin Salcedo había llegado a Sutatenza desde agosto de 1947, con 26 años y, recién ordenado como sacerdote, rápidamente se instaló una pequeña emisora de radioaficionado apoyado por su hermano Antonio José Tuco Salcedo, quien es un sacerdote jesuita y un técnico radial.
La primera emisión de Radio Sutatenza se emitió el 16 de octubre del mismo año desde la parroquia de la vereda de Irzón en el municipio de Sutatenza. En él se transmitió un programa con música interpretada por campesinos del pueblo. En los días siguientes, José Joaquín Salcedo continuó realizando las emisiones y pruebas, transmitiendo programas musicales, sermones con doctrina cristiana y clases de alfabetización. Según el semanario "El Campesino", "toda Sutatenza hervía en actividad...". Una de las primeras estudiantes, y posterior auxiliar inmediata, fue doña Concha Sastoque, quien cuenta que Salcedo: "...desde el principio empezó a hablar de esos embelecos de la radio y decía que servía para enseñar y que llegaba a todas partes y que era uno de los medios más modernos para catequizar y alfabetizar...Pensé que eso podía suceder porque me acordé de cuando llegó el telégrafo y de que también parecía un milagro." Entre 1947 y 1950, el sistema educativo se empieza a constituir; José Joaquín Salcedo realizó un viaje a Estados Unidos en busca de fondos para importar los primeros aparatos radiales.
Luego de estas primeras experiencias, y con el visto bueno de su superior eclesiástico, el obispo de Tunja, y posterior cardenal, Crisanto Luque, pues durante 1948 José Joaquín Salcedo buscó el apoyo del gobierno de Mariano Ospina Pérez para poder conseguir aparatos radiales, específicamente de la recién inventada radio de transistores, a varios de los campesinos de la región, e inaugurar la estación. Gracias a la gestión de José Joaquín Salcedo con los gobiernos de Colombia y de las organizaciones en Estados Unidos, entre 1948 y 1958, con el apoyo de la Diócesis de Tunja y el gobierno nacional; el modelo de las Escuelas Radiofónicas se consolidó en cuanto a la metodología, los contenidos y el alcance territorial. Entre 1951 y 1960, ACPO puso en funcionamiento los institutos de capacitación en liderazgo, se imprimió las primeras cartillas y se circuló los primeros números del semanario "El Campesino".
Durante los años 60, ACPO implementó de lleno el modelo de la Educación Fundamental Integral (EFI) en las clases transmitidas a través de Radio Sutatenza. En cada uno de sus medios de acción se conjugó las cinco nociones básicas de formación: espiritualidad, salud, alfabeto, economía y trabajo, y número con sugerencias de estrategias prácticas que recibían el nombre de las campañas y con las que se buscaba promover cambios concretos en el día a día al área rural.
En 1960, el sacerdote Camilo Torres Restrepo escribe, junto con Berta Corredor Rodríguez, el libro llamado "Las Escuelas Radiofónicas de Sutatenza - Colombia. Evaluación sociológica de los resultados", en donde evalúa los efectos de la EFI sobre la vida material de los algunos municipios boyacenses.
 

En 1963 comenzó el servicio de líderes en las zonas rurales y que llegaron a Bogotá con los primeros aparatos radiales transistorizados de la marca Toshiba. En este período también se implementó el intercambio de correspondencia entre la emisora y los estudiantes, dado que ACPO abrió una oficina especialmente dedicada a ello en 1963.
"A través de ella se procuró dar respuesta a la mayoría de textos recibidos y se constituyó lo que podríamos denominar como una "comunidad de intercambio epistolar" entre la entidad y los estudiantes, los auxiliares inmediatos, los representantes parroquiales, los líderes regionales (formados en los Institutos Campesinos) y los párrocos en todas las regiones del país [...] ACPO consideraba que las cartas le permitirían mantener un vínculo con sus usuarios y hacer seguimiento a sus procesos. Al tiempo funcionaban como un medio pedagógico, pues los estudiantes realizaban un ejercicio de escritura y ponían en práctica lo aprendido en las clases de alfabetización. Además, se entendían como certificaciones de la participación de los campesinos de diferentes municipios del país frente a los patrocinadores de la entidad".

En agosto de 1968, la emisora transmitió durante varios días todos los detalles referentes a la visita del Papa Pablo VI a Bogotá. En ese día, además de la dimensión del evento, son recordadas sus palabras de saludo: "¡Salve, campesinos de Colombia! ¡Salve trabajadores de la tierra en América Latina". La cercanía de ACPO con el Vaticano provenía de la década de 1950, debido al gran interés por el uso de los medios de comunicación para lograr expandir el mensaje de la Iglesia Católica. Desde 1953, el Papa Pío XII ya había expresado su apoyo a la instalación de equipos de transmisión radial en el pueblo de Sutatenza, y en 1960, el Papa Juan XIII, envío el siguiente saludo a los campesinos colombianos, con motivo de la inauguración de los nuevos transmisores:
"Hace siete años Nuestro Predecesor, de feliz memoria, inauguraba con palabras de felicitación la nueva Estación de Radio Sutatenza. A Nos en este día cabe la satisfacción de enviar un cordial saludo a todo el amadísimo pueblo colombiano, a través del nuevo y poderoso transmisor que viene a potenciar la labor -ya cargada de frutos- de las Escuelas Radiofónicas. [...] La evolución rápida de la sociedad moderna supone el cumplimiento de no fáciles deberes para los cuales el hombre no se ha de considerar preparado si le falta una instrucción básica y una educación suficiente: sin éstas no podrá el ciudadano afrontar las responsabilidades que la participación en la vida familiar, social y política le impone. Bien empleadas serán, pues, amados campesinos de Colombia, las horas libres del cultivo de vuestros campos que dediquéis a la escuela. Serán horas preciosas en que, sin separaros del hogar, podréis proveer a la elevación de vuestro espíritu satisfaciendo al mismo tiempo las aspiraciones de belleza y bondad que toda alma alimenta y valorizando además las riquezas de un patrimonio nacional de secular sabiduría y de fe arraigada"
Desde 1968, Radio Sutatenza comenzó a transmitirse en todo el país, gracias a la instalación de las emisoras en Sutatenza, Belencito, Bogotá, Medellín, Cali, Barranquilla y Magangué, lo que le cambió la dinámica de la emisora y la llevó a conformarse como un sistema radial. Muchas de las cartas recibidas por ACPO son enviadas por los oyentes que, desde las diferentes regiones del país, se referían a las solicitudes de complacencias musicales, se sugirieron cambios en los contenidos, felicitar a los locutores y participar en los concursos. 
Desde 1961 y hasta 1973, el sistema se consolidó a como logra expandirse la emisora a todo el territorio nacional y se articulaba  con las políticas del Frente Nacional.
Según el sociólogo Hernando Bernal Alarcón, uno de sus directores durante las décadas de 1960 y 1970, toda la labor de ACPO se realizó en la coordinación con las agencias del Estado y de la sociedad civil, "como la Caja Agraria, el ICA, la Acción Comunal, la Federación Nacional de Cafeteros y el Ministerio de Educación".

## Tecnología
El sistema educativo de ACPO es reconocido mundialmente como un referente en el uso de la tecnología en los procesos educativos. La manera en la que el Monseñor José Joaquín Salcedo estableció los vínculos entre el mundo empresarial, el Estado, la Iglesia Católica y los campesinos en lo que le permitió a que el sistema se expandiera territorialmente, junto con un despliegue tecnológico e inédito en la historia de Colombia. Desde finales de la década de 1940, los gestores de ACPO acordaron con los ingenieros de las compañías proveedoras de los aparatos radiales, como General Electric y Philips, las cuáles debían ser sus características técnicas para poder distribuirlos en el Valle de Tenza. Entre ellas, se sobresalía la necesidad de los aparatos "portátiles", sin conexión de corriente sino a través de las baterías secas de tipo A-B, "que no tuvieran que cambiarse con tanta frecuencia".Para la distribución de los aparatos, desde la década de 1950, ACPO se alió con la Caja de Crédito Agrario y con las parroquias de todos los municipios del país. Además de garantizar el crédito necesario para la compra de los radio, ACPO realizaba concursos y rifas periódicas a través de Radio Sutatenza con las que incentivaban la participación de los oyentes. 
Según cálculos del historiador Jorge Rojas, se esperaba que éstas funcionarán hasta diez meses, basado en la duración de 22 horas semanales de programación a través de las Escuelas Radiofónicas, para 1949. Por otro lado, se esperaba que los aparatos sólo permitieran sintonizar las frecuencias de Radio Sutatenza porque, según el padre José Joaquín Salcedo, "se buscaba ofrecer una economía a los campesinos, pues si pudieran sintonizar todas las emisoras, ellos se expondrían a usar los aparatos en las horas libres de la emisora Sutatenza, desgastando inútilmente las pilas. Pero, además, porque los campesinos no se expondrán a perder las enseñanzas ofrecidas en los programas de las EERR, tratando de escuchar otros, cuando la emisora esté suministrando informaciones". Muy tempranamente, ACPO decidió que todos los radios utilizados en el sistema tuvieran esta frecuencia cautiva, denominada "sincronización" en el lenguaje técnico de la época: desde los primeros 700 radios, importados en 1950 bajo la marca de General Electric; pasando por los 5.000 radios de Philips, importados en 1953; los 10.000 de Philips y los 10.000 de Toshiba, importados en 1962 y 1963, respectivamente. Esto generó que, durante la década de 1960, se escuchara la queja de varios de los estudiantes del sistema, en el que le escribían a la emisora un comunicando de su interés por escuchar las radionovelas, la música popular, los noticieros y los eventos deportivos, entre otros.

## Cierre
El cierre de Radio Sutatenza fue progresivo y de largo aliento (entre 1974 y 1987). El sistema educativo de ACPO perdió el apoyo del gobierno y el clero colombiano durante la década de 1970 debido a varios factores: la campaña de "Procreación responsable", en donde se articularon todos los medios de acción para promover las formas de planificación familiar sintonizadas con las transformaciones sociales de la década de 1960 y con el problema demográfico en la mira; las constantes tensiones entre la entidad y sectores políticos afines al presidente Alfonso López Michelsen, que veían en la subvención estatal de ACPO una carga innecesaria y una inversión ineficaz en un sistema de educación privado; las acusaciones por parte de los sectores políticos que veían en el sistema como una forma de adoctrinamiento católico; entre otros. Además, también comenzaban a aparecer problemas de audiencia debido a la expansión de medios de comunicación comerciales, según Aline Helg,   
Progresivamente la subvención oficial [para Acción Cultural Popular] disminuyó en razón de la pérdida de ausencia de Radio Sutatenza. En efecto, ACPO se escuchaba mucho a causa de que vendía sus radios de transistores con la frecuencia bloqueada en Radio Sutatenza; pero la llegada masiva de radios de transistores japoneses y baratos (generalmente de contrabando), en los cuales los campesinos podían escoger su emisora, dio como resultado que los programas de ACPO dejaran de ser escuchados. 
Durante la década de 1980, los problemas económicos persistieron, además de las dificultades con el ámbito político y eclesiástico. Si bien en el gobierno de Belisario Betancur tuvo un intento de revitalización a través de la campaña de alfabetización CAMINA, pero las carencias económicas y la presión política hacían que el Monseñor José Joaquín Salcedo decide viajar constantemente entre Estados Unidos y Colombia. Esto generó dificultades en la obtención de recursos, en el establecimiento de nuevas alianzas y en la renovación de los contenidos. Luego de 47 años, y más de 1'489.935 horas de transmisión, Radio Sutatenza llegó a su fin en 1989.

## Su archivo
El archivo de ACPO está conformado por diferentes tipos de documentos y materiales, producidos entre 1947 y 1994. Desde 2008, los archivos de ACPO (incluyendo los de la emisora) se encuentran preservados en la Biblioteca Luis Ángel Arango. Desde entonces ha comenzado su proceso de catalogación, clasificación y puesta al servicio del público. La investigación es de acceso abierto, y no hay restricción alguna para la divulgación de la información, ni para su digitalización y/o microfilmación. Según su dirección, en él se recogen 
"los registros de una experiencia social y cultural singular tanto como usos, costumbres, creencias, actividades económicas, religiosas y de entretenimiento de gran número de comunidades, especialmente campesinas [...] Las voces de los formadores, sacerdotes, médicos, agrónomos y peritos diversos, las voces de mujeres y hombres formados como auxiliares inmediatos o líderes de opinión, las de los campesinos y las campesinas que hicieron parte del movimiento. También están las voces de otras instituciones, como el ICA, la Caja Agraria, el SENA o la Federación de Cafeteros. Pero más allá de lo que corrientemente se llama archivo de voces, que es una colección de voces individuales, el conjunto de Radio Sutatenza es un archivo de lo que Bajtin llamaría una heteroglosia o polifonía del discurso, en la que se encuentran voces diversas que pueden ser contradictorias y estar en competencia, pero comparten un marco común discursivo."
Particularmente, el archivo sonoro de la emisora estaba conformados por las grabaciones de audio correspondientes a las de las emisiones radiales, en donde se encontraban algunos de los programas educativos, las radionovelas y los radioteatros, los extractos de noticieros, las cuñas radiales, las canciones de música popular, los versos declamados y las canciones humorísticas. En él se encuentran, entre otras, voces como la del dúo musical-cómico Los Tolimenses y el Indio Rómulo, además de las grabaciones de música colombiana, latinoamericana e internacional, y los registros de visitas del campo que realizaban los funcionarios de ACPO para recoger canciones de música popular que eran transmitidas por la emisora. Resalta también la preservación de los discos de acetato/vinilo (de diferentes revoluciones) que hacían parte del Disco Estudio, del mecanismo utilizado por ACPO para extender sus servicios territorialmente durante los años 80, y junto con miles de libretos de los programas radiales, más de 100.000 cartas escritas por los estudiantes y los usuarios del sistema educativo, las 38.000 fotografías con el registro de las actividades de los estudiantes y más de 1.500 hojas de vida de los estudiantes inscritos en los Institutos de formación en liderazgo.